# Блоне (гміна)
Гміна Блоне (пол. Gmina Błonie) — місько-сільська гміна у центральній Польщі. Належить до Варшавський-Західного повіту Мазовецького воєводства.
Станом на 31 грудня 2011 у гміні проживало 20912 осіб.

## Площа
Згідно з даними за 2007 рік площа гміни становила 85.84 км², у тому числі:
- орні землі: 86.00%
- ліси: 0.00%

Таким чином, площа гміни становить 16.11% площі повіту.

## Населення
Станом на 31 грудня 2011:
| Опис     | Загалом | Загалом | Чоловіки | Чоловіки | Жінки | Жінки |
| -------- | ------- | ------- | -------- | -------- | ----- | ----- |
| одиниця  | осіб    | %       | осіб     | %        | осіб  | %     |
| все      | 20912   | 100     | 9949     | 47.58    | 10963 | 52.42 |
| міське   | 12552   | 100     | 5893     | 46.95    | 6659  | 53.05 |
| сільське | 8360    | 100     | 4056     | 48.52    | 4304  | 51.48 |

## Сусідні гміни
Гміна Блоне межує з такими гмінами: Баранув, Брвінув, Ґродзіськ-Мазовецький, Лешно, Ожарув-Мазовецький, Тересін.